# Miłomłyn
Miłomłyn (dawniej niem. Liebemühl) – miasto w woj. warmińsko-mazurskim, w powiecie ostródzkim, nad Kanałem Elbląskim, siedziba gminy miejsko-wiejskiej Miłomłyn. Ważny węzeł wodny na Kanale Elbląskim.
Pod względem historycznym Miłomłyn leży na obszarze dawnej ziemi Sasinów, który później wszedł w skład diecezji pomezańskiej i Prus Górnych, a etnograficznie jest zaliczany do Mazur.
Miłomłyn uzyskał lokację miejską przed 1335 rokiem, zdegradowany w 1945 roku, ponowne nadanie praw miejskich w 1998 roku. W latach 1945–1998 miasto administracyjnie należało do woj. olsztyńskiego.
Według danych GUS z 1 stycznia 2024 r. Miłomłyn liczył 2410 mieszkańców.

## Nazwa
Niemiecka nazwa Liebemühl pochodzi od słów Liebe (miłość, także nazwa nieistniejącej obecnie rzeki Liebe) oraz Mühle (młyn). W języku polskim miasto było znane pod nazwami Miłomłynek, Miłomłyn oraz Liwski Młyn.

## Historia[9]

### Początki
Pierwsze wzmianki o osadzie datuje się na 1310 rok. Należała ona początkowo do komturstwa dzierzgońskiego, którego komtur – Hartung von Sonnenborn – 31 grudnia 1335 roku nadał miastu herb i przywilej lokacyjny na prawie chełmińskim. Na początku XIV w. na miejscu osady Krzyżacy zbudowali zamek i młyn, a obok powstało osiedle targowe Liwemühl (Młyn nad Liwą), które w 1335 r. uzyskało prawa miejskie. Od XIV w. miasto miało swoje władze – radę miejską i sąd. Ratusz został zbudowany w 1406 roku.

### Wojny i spustoszenia
W 1414 roku, podczas wojny głodowej, Polacy zajęli miasto na krótko i dokonali dużych zniszczeń. W trakcie wojny trzynastoletniej (1454–1466) zamek znajdował się pod kontrolą Krzyżaków, natomiast mieszkańcy miasta opowiadali po stronie polskiej. Ponownego spustoszenia podczas wojny polsko-krzyżackiej dokonały wojska krzyżackie w listopadzie 1520 roku, a potem miasto zostało zajęte przez wojska polskie.
W latach 1567–1587 na tutejszym zamku rezydowali ostatni ewangeliccy biskupi pomezańscy. W wieku XVII Miłomłyn zniszczyli Szwedzi, a w roku 1807 i 1813 – kolejne przemarsze wojsk francuskich, pruskich i rosyjskich.
Miłomłyn nie uniknął klęsk w postaci epidemii i pożarów.
| Rok        | Rodzaj spustoszenia                                  | Skutki                                                     | Uwagi                             |
| ---------- | ---------------------------------------------------- | ---------------------------------------------------------- | --------------------------------- |
| 1414       | atak Polaków na Miłomłyn; wojna głodowa              | ogólne zniszczenia miasta                                  |                                   |
| 1520       | atak Krzyżaków na Miłomłyn; wojna polsko-krzyżacka   | bardzo duże zniszczenia, Krzyżacy wycięli w pień ludność   |                                   |
| 1653       | wielki pożar                                         | spłonęło niemalże całe miasto m.in. ratusz w centrum rynku | pozostał jedynie kościół i 4 domy |
| 1700       | pożar zniszczył to, co ocalało z poprzedniego pożaru | spłonęły 2 domy                                            |                                   |
| 1710       | epidemia dżumy                                       | śmierć kilkudziesięciu osób                                |                                   |
| wiek XVII  | zniszczenia dokonane przez Szwedów                   |                                                            |                                   |
| 1807, 1813 | przemarsze wojsk francuskich, pruskich i rosyjskich  |                                                            |                                   |

### Rozkwit Miłomłyna

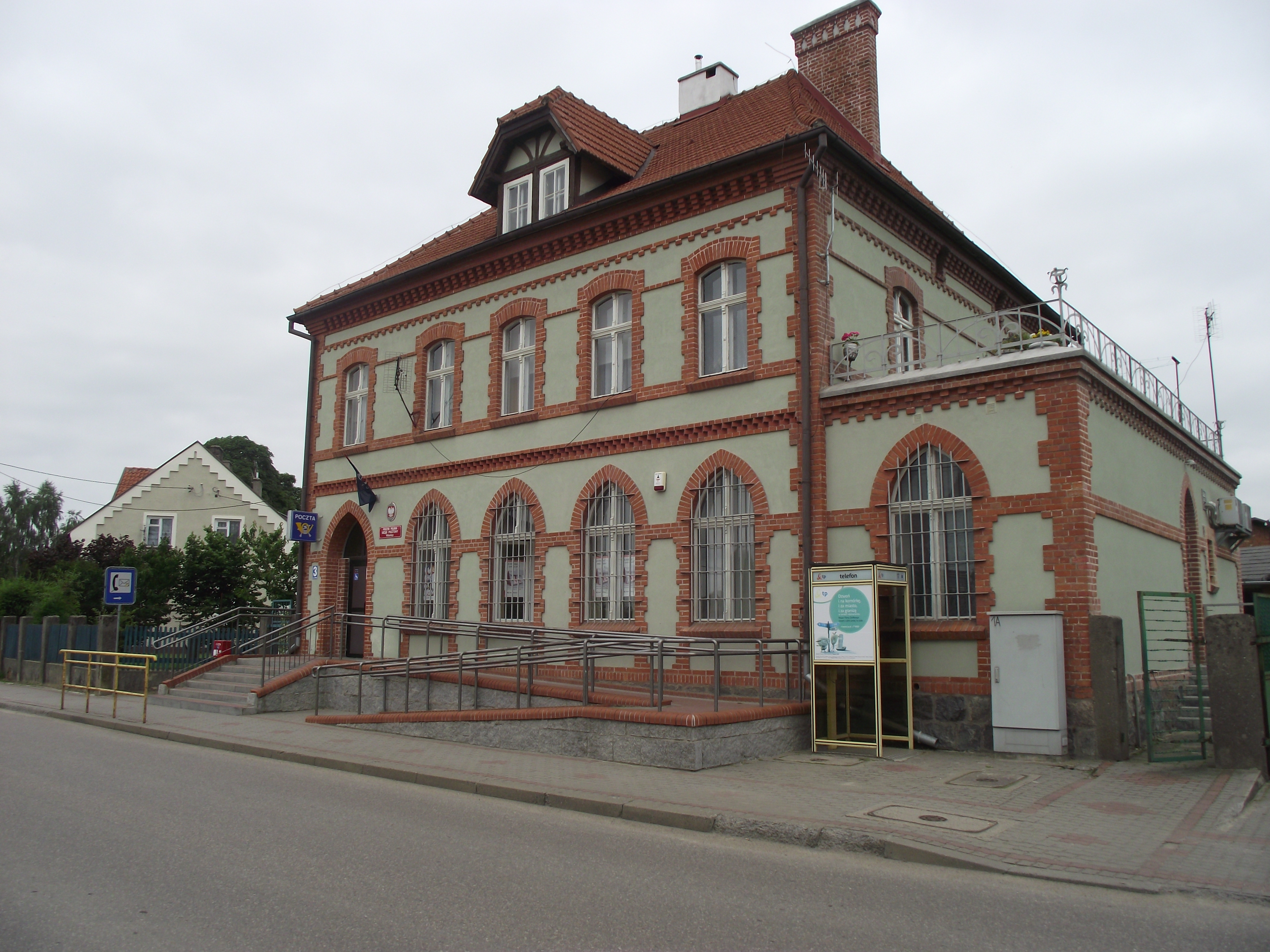
Budynek poczty

W latach 1818–1945 należał do wschodniopruskiego powiatu ostródzkiego. Do rozwoju miejscowości w XIX w. przyczyniła się budowa Kanału Elbląskiego w latach 1844–1860 oraz doprowadzenie kolei (trasa Ostróda – Elbląg) w roku 1893. Linia kolejowa została rozebrana w 1945 r. i wywieziona do ZSRR. Druga linia kolejowa, zbudowana w 1903 r., o numerze 257, łączyła Ostródę i Morąg. W tym czasie Miłomłyn stał się węzłem dróg wodnych i kolejowych oraz ośrodkiem handlu drewnem.
W 1855 wybrukowano ulice. Na przełomie XIX i XX w. zbudowano w Miłomłynie tartak oraz stocznie naprawy statków pływających po kanale. W mieście istniała czynna cegielnia oraz znany w okolicy browar Mierau. W roku 1888 zdecydowano się na oświetlenie Miłomłyna lampami gazowymi.
W referendum 11 lipca 1920 r. mieszkańcy Miłomłyna jednogłośnie opowiedzieli się za przynależnością miasta do Rzeszy Niemieckiej. W roku 1939 miejscowość zamieszkiwało 2439 osób.
W miejscowości znajdowała się stacja kolejowa Miłomłyn.

### II wojna światowa
W 1945 roku do Miłomłyna wycofała się jedna z trzech grup kompanii piechoty garnizonu czerwonych koszar, broniących Ostródy przed Armią Czerwoną, a dokładnie odcinka Kajkowo – Bukwałd. Grupą tą, która liczyła 50-60 żołnierzy, dowodził Bruno Kowalzik. Żołnierze przedzierali się przez lasy miejscowości Piławki pod ostrzałem artylerii, a gdy już dotarli do samego Miłomłyna, zostali ewakuowani ciężarówką do Morąga. Po dużych zniszczeniach z 1945 r., spowodowanych przez wojska Armii Czerwonej i obejmujących 90% całego miasta, Miłomłyn stracił prawa miejskie.

### Miłomłyn jako gromada

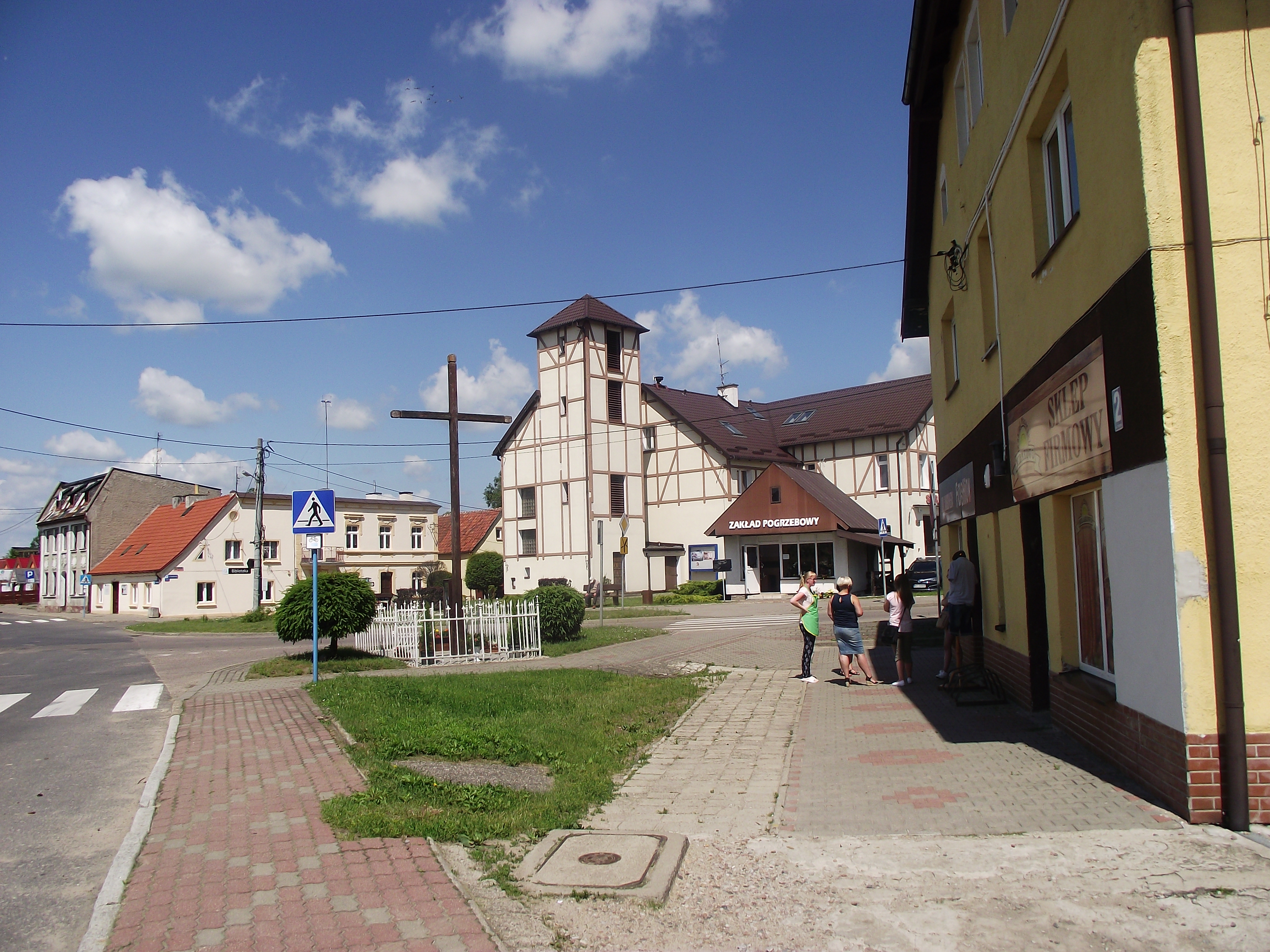
Budynek straży pożarnej

W latach 1954–1972 wieś należała i była siedzibą władz gromady Miłomłyn.

## Obszar ochrony uzdrowiskowej
W 2008 roku gmina Miłomłyn rozpoczęła starania o przyznanie jej statusu uzdrowiska. Aktualnie prowadzone są rozmowy z potencjalnymi inwestorami. Uzdrowisko w Miłomłynie miałoby przyjmować pacjentów z chorobami dróg oddechowych, reumatologicznymi i urazami ortopedycznymi. Argumentem popierającym powstanie uzdrowiska jest obecność cennej borowiny.
W 2016 r. Miłomłyn wraz z sołectwami Bagieńsko i Tarda w gminie Miłomłyn uzyskał na mocy Rozporządzenia Rady Ministrów status obszaru ochrony uzdrowiskowej („Obszar Ochrony Uzdrowiskowej Miłomłyn”).

## Demografia
| Dane historyczne    | Dane historyczne | Dane historyczne |
| Rok                 | Ludność          | Zm., %           |
| ------------------- | ---------------- | ---------------- |
| 1856                | 1800             | –                |
| 1871                | 2201             | 22,3%            |
| 1880                | 2234             | 1,5%             |
| 1890                | 2150             | −3,8%            |
| 1900                | 2400             | 11,6%            |
| 1910                | 2374             | −1,1%            |
| 1925                | 2105             | −11,3%           |
| 1939                | 2434             | 15,6%            |
| 2010                | 2347             | −3,6%            |
| [ 8 ] [ 12 ] [ 13 ] |                  |                  |

Piramida wieku mieszkańców Miłomłyna w 2014 roku:

## Zabytki

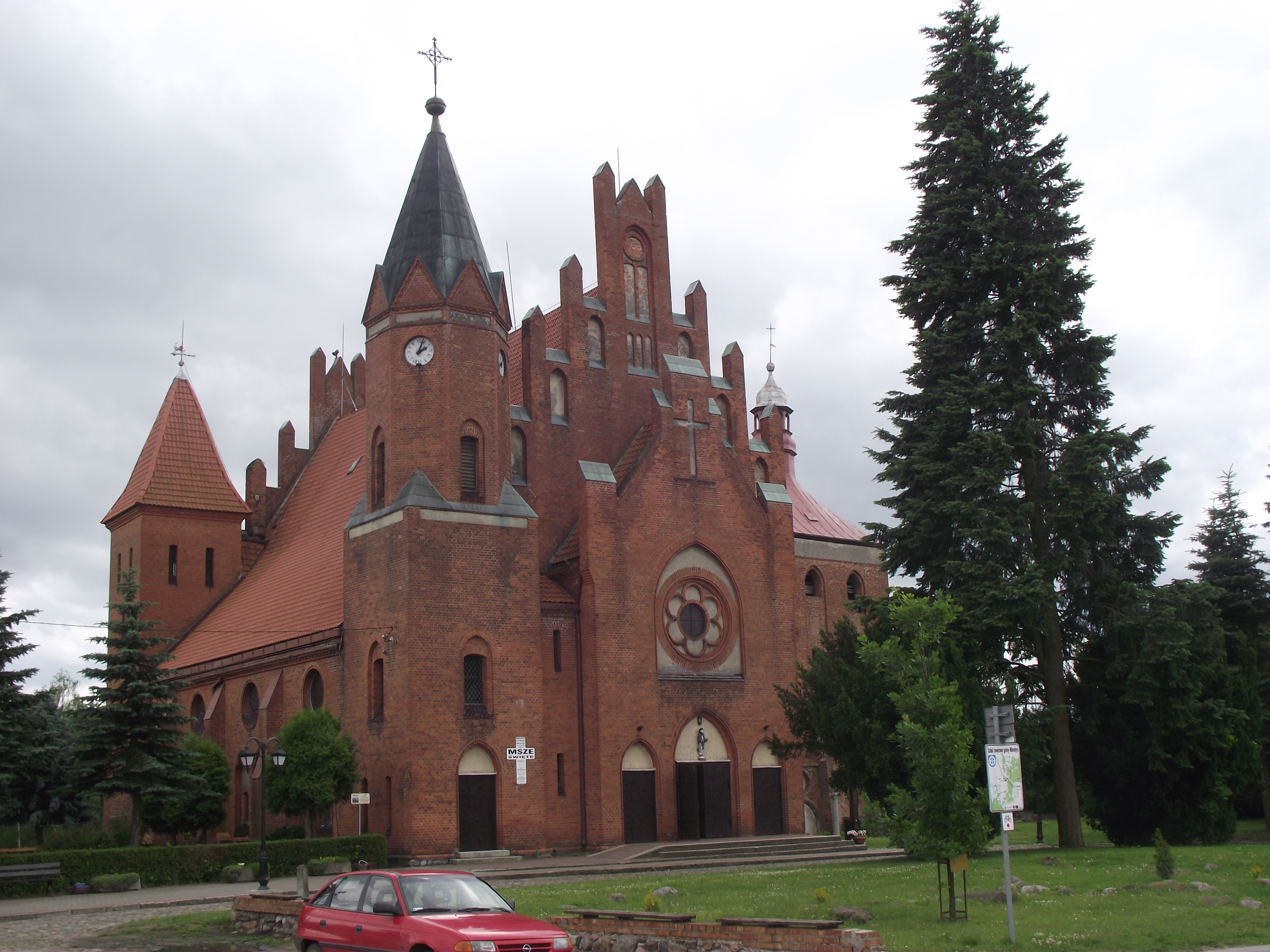
Kościół św. Bartłomieja

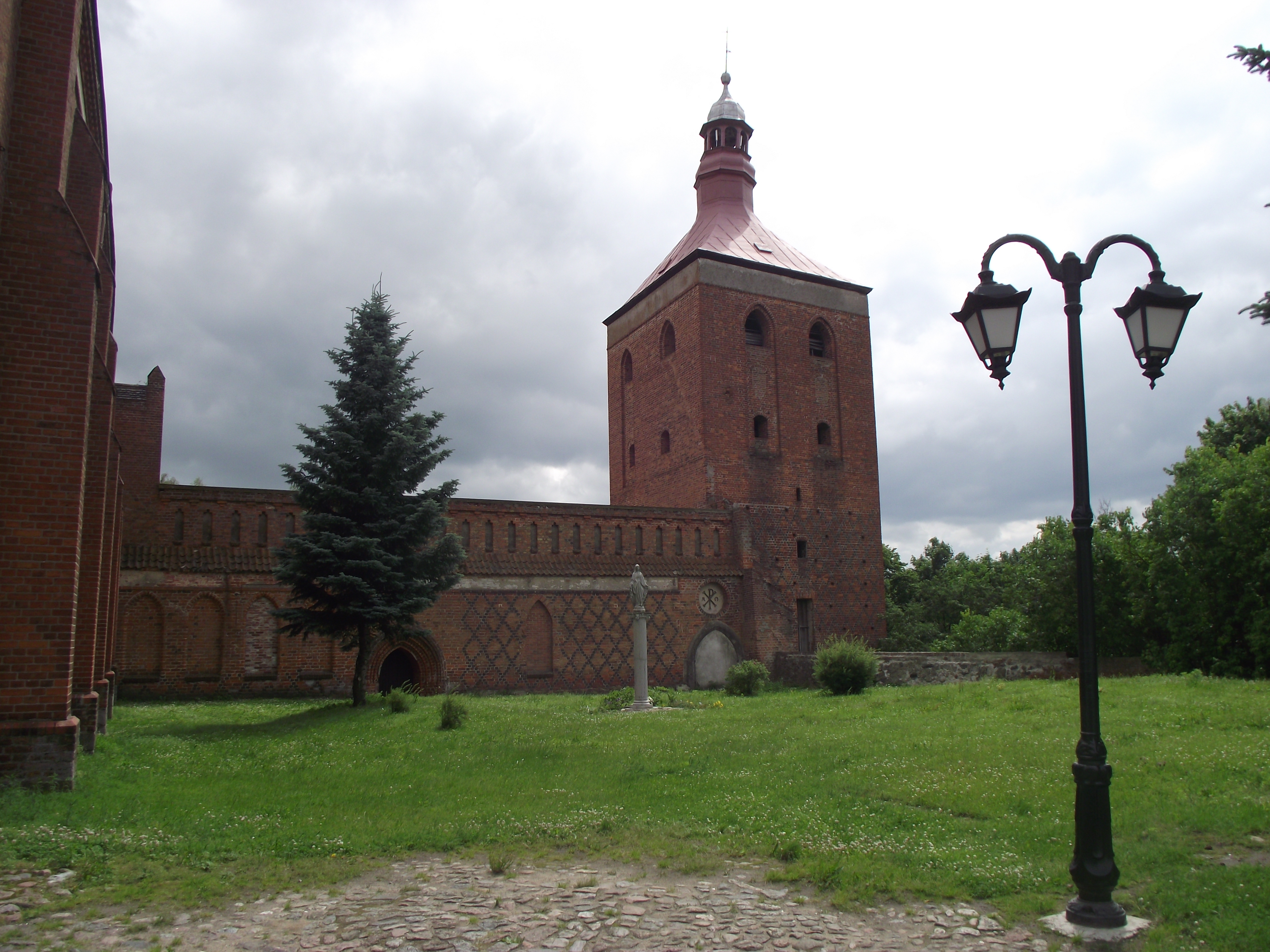
Dzwonnica

- Neogotycki kościół parafialny pod wezwaniem św. Bartłomieja wzniesiony w latach 1898–1901
  - Ołtarz główny barokowy, z rzeźbami „Ostatnia Wieczerza”, „Zmartwychwstanie”, „Złożenie do Grobu”
  - Ambona z roku 1715
  - kropielnica granitowa z XIV – XV wieku
- Dzwonnica z 1341 r. w stylu gotyckim, będąca pozostałością po poprzednim gotyckim kościele rozebranym około 1898 r.,
- Fragment gotyckiego muru północnej nawy rozebranego kościoła
- Pozostałości murów miejskich z XIV w.
- Kaplica poewangelicka, obecnie rzymskokatolicka św. Elżbiety (przy ul. Twardej) z lat 1931–1932
- Neogotycka kaplica cmentarna z początku XX w.
- Domy z XVIII i XIX w. – zabudowa małomiasteczkowa:
  - ul. Kościelna,
  - ul. Rynkowa,
  - ul. Twarda,
- Dawny folwark Przejazd (niem. Sonnenhof)
- Dwór z XIX w. (przy śluzie Miłomłyn).
- Zespół cmentarza ewangelicko-augsburskiego, obecnie komunalnego, XVIII, XIX/XX wiek
- Budynek gimnazjum z 1867 roku[15].

## Transport

### Transport drogowy
S7E77  Gdańsk – Warszawa – Radom – Kielce – Kraków – Chyżne

### Transport kolejowy
Przez Miłomłyn od 1893 do końca drugiej połowy XX w. przebiegała linia z Elbląga do Ostródy. Została rozebrana przez Sowietów. Od 1909 do 1994 roku istniało stałe połączenie kolejowe Morąg – Ostróda (linia nr 257). W 2006 roku zlikwidowano linię.

## Oświata
W Miłomłynie znajdują się obecnie dwie szkoły:
- Publiczna Szkoła Podstawowa im. I Dywizji Tadeusza Kościuszki

Do 1999 roku istniała ośmioklasowa szkoła podstawowa, a później, po reformie oświaty w 1999 roku, do 2001 dwie szkoły stanowiły zespół. W roku szkolnym 2001/2002 nastąpiło rozdzielenie szkoły podstawowej i gimnazjum. Po kolejnej reformie Publiczne Gimnazjum im. Ziemi Mazurskiej przestało istnieć jako samodzielna jednostka.

## Turystyka

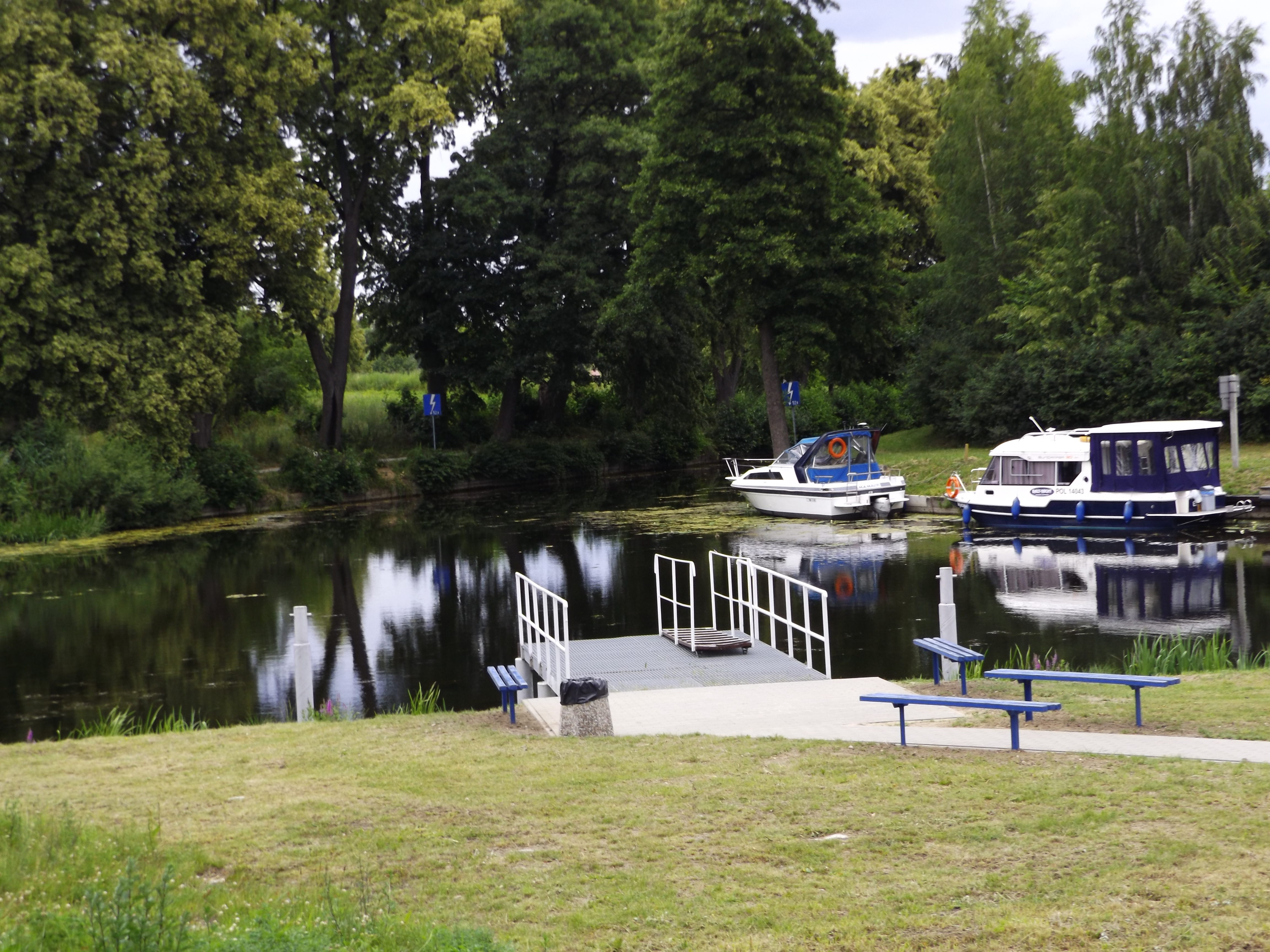
Przystań przy śluzie Miłomłyn z widocznym pomostem służącym do wsiadania i wysiadania ze statków oraz Kanałem Iławskim.

### Szlaki rowerowe
- Szlak czerwony: Miłomłyn (centrum, Wydmuch) – Majdany Małe – Zatoka Leśna – Winiec – Tarda – Ziemaki – Miłomłyn (Zatoka, centrum)
- Szlak niebieski: Zalewo (pow. iławski) – Rąbity – Śliwa – Boreczno – Duba – Mozgowo – Karnity – Dębinka – Miłomłyn – Lubień – Liwa – Zalewo (gm. Miłomłyn) – Gil Mały – Gil Wielki – Wiewiórka – Frednowy – Tynwałd – Jezierzyce – Jażdżówki – Kwiry – Szałkowo – Iława

### Szlaki samochodowe
- Szlak Kanału Elbląskiego: Elbląg z pętlą wokół Jeziora Druzno – Pasłęk z pętlą pasłęcką – Zielonka Pasłęcka – Małdyty z trasą do Morąga – Miłomłyn – Ostróda – Iława – Kisielice – Susz – Zalewo – Małdyty – Elbląg

### Punkty widokowe

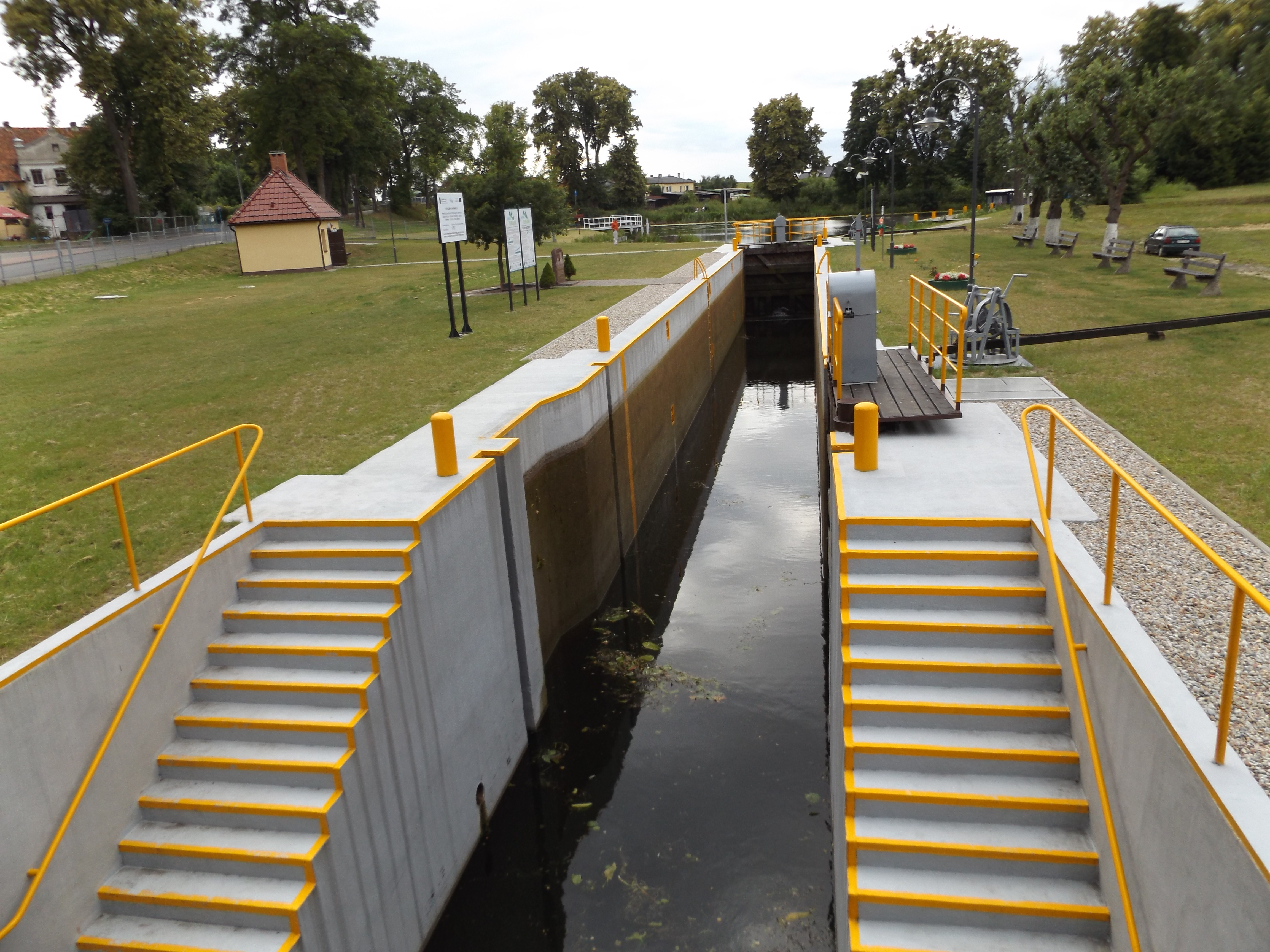
Śluza Miłomłyn po remoncie przystani

- Wieża widokowa przy ul. Hotelowej[17]Śluza Miłomłyn po remoncie przystani

### Przystanie
- Przystań przy ul. Ostródzkiej na Kanale Elbląskim[18]
- Przystań przy ul. Przejazdowej i Kościelnej przy śluzie Miłomłyn[19]

## Kultura

### Ośrodki kultury
- Miejsko-Gminny Ośrodek Kultury w Miłomłynie, ul. Nadleśna 1A
- Miejsko-Gminna Biblioteka Publiczna w Miłomłynie, ul. Ostródzka 10

### Cykliczne imprezy, festiwale
- Festiwal Młodych Talentów – maj/czerwiec
- Dni Miłomłyna – lipiec/sierpień
- Rajd Rowerowy – czerwiec
- Gminne Dożynki – wrzesień
- Inne imprezy okolicznościowe (Dni Rodziny, Dzień Seniora, Dzień Strażaka itp.)[20]

## Wspólnoty wyznaniowe
- Kościół rzymskokatolicki:
  - parafia św. Bartłomieja
- Świadkowie Jehowy:
  - zbór Miłomłyn (Sala Królestwa ul. Okrężna 6)[21]

## Sport
W mieście funkcjonuje klub sportowy LKS Tęcza Miłomłyn. Ponadto młodzież może korzystać od 2012 roku z rozbudowywanego kompleksu sportowego wraz z boiskiem Orlik 2012. W jego skład wchodzi również bieżnia 60 m, pole do pchnięcia kulą, urządzenia rekreacyjne tzw. „siłownia pod chmurką”, plac zabaw. Dodatkowo kompleks wyposażono w trybuny.